# Świątniki (powiat koniński)
Świątniki – wieś w Polsce położona w województwie wielkopolskim, w powiecie konińskim, w gminie Rzgów.
Znajduje się tam ok. 532 hektary gruntów użytku rolniczego. Przez wieś Świątniki ciągną się dwie rzeczki: Czarna Struga i Struga Grabienicka.
Wieś duchowna, własność opata cystersów w Lądzie pod koniec XVI wieku leżała w powiecie konińskim województwa kaliskiego. W latach 1975–1998 miejscowość należała administracyjnie do województwa konińskiego.

## Historia
Pierwszy raz o wsi Świątniki wspomniano w akcie Mieszka z 1143 r., gdzie w klasztorze w Lądzie wymieniono Rzgowo cum Sanctuariis. Nazwa miejscowości wywodzi się od słowa „święcić”. Ludność miejscowości Świątniki wyróżniała się dużą pobożnością i oddaniem względem klasztoru. W roku 1375 zaszedł spór o granicę między wsią Grabienice, a w roku 1390 Mikołaj, sędzia kaliski, rozgraniczył wieś Świątniki ze Szetlewem. Wieś w tym okresie należała do klasztoru w Lądku i płaciła mu 8 zł i 12 gr. Podczas rozbiorów wieś znajdowała się w Królestwie Polskim. W 1827 roku należała do dóbr Kopojno. Była wtedy położona w gminie Emilienheim w powiecie słupeckim oraz w guberni kaliskiej. Ochotnicza Straż Pożarna w Świątnikach powstała w 1918 roku. Po I wojnie światowej należała do gminy Oleśnica. W czasie II wojny światowej występowały przypadki przymusowej wysyłki do robót oraz kolonizacji niemieckiej. Od 1999 roku wieś należy do powiatu konińskiego.